# Anisodes pulverata
Anisodes pulverata är en fjärilsart som beskrevs av W. Warren 1905. Anisodes pulverata ingår i släktet Anisodes och familjen mätare. Inga underarter finns listade i Catalogue of Life.